# Studebaker Power Hawk
La Power Hawk era un coupé due porte dotata di montanti centrali del tetto prodotta dalla Studebaker-Packard Corporation nel solo anno 1956. Dal punto di vista tecnico la Power Hawk era parte della serie della Studebaker Commander. Il motore montato su questa vettura, lo stesso della Commander, era il 4,2 L (259in3) V8. La potenza era di 170 hp (127 kW). Su richiesta era disponibile il motore da 185 hp. La vettura pesava 1.404 kg.
La Power Hawk si posizionava, nella gamma dei modelli Hawk disponibili nel 1956, tra la Flight Hawk, cioè la vettura di ingresso della gamma, e la Sky Hawk. Il prezzo base della vettura era di 2.101 dollari USA.
Con la fine del 1956 la produzione della vettura venne interrotta e l'anno successivo venne sostituita dalla Studebaker Silver Hawk.